# Emblème de la république socialiste fédérative soviétique de Transcaucasie
L'emblème de la république socialiste fédérative soviétique de Transcaucasie a été adopté par le gouvernement de la république socialiste fédérative soviétique de Transcaucasie. La date de cette adoption demeure incertaine.
Cet emblème est basé basé sur celui de l'URSS. Elles contiennent des symboles issus des trois pays compris dans la république socialiste fédérative soviétique de Transcaucasie : l'Arménie, l'Azerbaïdjan et la Géorgie.
En 1936, la république socialiste fédérative soviétique de Transcaucasie est dissoute, et est remplacée par la république socialiste soviétique d'Arménie, la république socialiste soviétique d'Azerbaïdjan et la république socialiste soviétique de Géorgie.

Emblème de la république socialiste fédérative soviétique de Transcaucasie 1922
Emblème de la république socialiste fédérative soviétique de Transcaucasie 1923
Emblème de la république socialiste fédérative soviétique de Transcaucasie 1924-1930
Emblème de la république socialiste fédérative soviétique de Transcaucasie 1931-1936